# 2020年夏季奥林匹克运动会坦桑尼亚代表团
2020年夏季奥林匹克运动会坦桑尼亚代表团是坦桑尼亚所派出的，因2019冠状病毒病疫情而延期至2021年举办的第32届夏季奥林匹克运动会的代表团。这是该国以坦桑尼亚名义第十三次参加夏季奥运。

## 田径
坦桑尼亚在田径项目上获得以下资格（每个小项最多3名来自同一代表团的运动员参赛）：
注
- 径赛运动员的预赛、1/4决赛和半决赛排名是该运动员所在小组的排名，而非总排名
- Q = 直接晋级至下一轮
- q = 径赛：因在所有未直接晋级选手中成绩靠前而获得剩下的晋级名额；田赛：未达到晋级标准成绩但总排名靠前

径赛和公路赛
| 运动员          | 项目       | 决赛       | 决赛 |
| 运动员          | 项目       | 成绩       | 排名 |
| --------------- | ---------- | ---------- | ---- |
| Gabriel Geay    | 男子马拉松 | DNF        | DNF  |
| 阿尔方斯·辛布   | 男子马拉松 | 2:11:35 SB | 7    |
| Failuna Matanga | 女子马拉松 | 2:33:58 SB | 24   |